# Hendrik Albert van Foreest (1898-1981)
Jhr. Hendrik Albert van Foreest (Oosthuizen, 25 juli 1898 - Leidschendam, 23 september 1981) was een Nederlandse marineofficier. Zijn hoogst bereikte rang was viceadmiraal. 

## Koninklijke Marine
In 1917 ving Hendrik Albert zijn opleiding aan bij het Koninklijk Instituut der Marine (KIM) in Den Helder. Nederlands-Indië vormde een rode draad in zijn carrière bij de Koninklijke Marine (1917-1953). Voor zijn bevordering tot luitenant-ter-zee 1e klasse werd hij tweemaal naar Nederlands-Indië uitgezonden. Daarna werd Van Foreest onder andere geplaatst aan boord van de kruiser Hr.Ms. De Zeven Provinciën (1910). Tijdens deze plaatsing werd hij gedetacheerd bij de torpedobootjagers. In februari 1933, vond de muiterij aan boord van de Zeven Provinciën plaats. Van Foreest had zitting in de onderzoekscommissie naar deze muiterij. Daarna volgde bevelhebberschap over een aantal schepen in Nederlands-Indië. Na een onderbreking van vier jaar waarin Van Foreest een tweejarige opleiding volgde aan de Hogere Marine Krijgsschool (HMKS) en onder meer 'zeegeschiedenis' en 'maritieme strategie en zeetactiek' doceerde, werd hij nogmaals naar Nederlands-Indië gezonden. Hier voerde hij onder meer het bevel over een torpedobootjager,om daarna in 1941 bij het Departement der Marine in Batavia geplaatst te worden. In februari 1942 werd Van Foreest bevorderd tot kapitein-luitenant-ter-zee. Vanwege de Japanse inval in Nederlands-Indië in maart 1942 was Van Foreest gedwongen de kolonie te verlaten. Hij week uit naar Colombo, waar hij ruim een jaar chef personeel was, en vervulde vanaf november 1943 de functie van Chef van de Marinestaf in Australië. In maart 1946 werd Van Foreest bevorderd tot kapitein-ter-zee.
In 1946 keerde van Foreest terug naar Nederland waar hij tot februari 1949 de taak van souschef van de Marinestaf bij het Ministerie van Marine vervulde. Van 1949-1953 was hij werkzaam als marineattaché in Washington. Daarnaast was hij regeringsvertegenwoordiger van de Nederlandse 'Joint Staff Missie'. De missie had ook de verantwoordelijkheid voor de contacten met militaire NAVO-organen. In deze periode werd Van Foreest bevorderd tot schout-bij-nacht. Na zijn eervolle ontslag uit zijn functie werd hij tevens bevorderd tot vice-admiraal. Als gepensioneerd officier vervulde Van Foreest nog de functie als Hoofd van de Bescherming Bevolking.

## Geschiedenis
Na zijn militaire loopbaan bleef Van Foreest betrokken bij het Nederlandse zeewezen. Hij verdiepte zich verder in zijn hobby, zeegeschiedenis, en schreef meerdere publicaties over grote zeeslagen en Nederlandse zeehelden. Zo verschenen er van zijn hand samen met A. de Booy de publicaties De Vierde Schipvaart der Nederlanders naar Oost-Indië onder Jacob Wilkens en Jacob van Neck (1599-1604), Deel I en Deel II (Den Haag 1980/1981). Postuum verscheen het boek De Vierdaagse Zeeslag, 11-14 juni 1666 (Amsterdam, Oxford en New York 1984) dat Van Foreest bijna voltooid had en werd afgerond door R.E.J. Weber. Van Foreest was voorzitter van de Linschoten-Vereeniging en zette zich in voor de Nederlandse Vereniging voor Zeegeschiedenis. Daarnaast besteedde hij veel aandacht aan zijn persoonlijke geschiedenis: het geslacht Van Foreest voert terug tot in de 13e eeuw. Over deze familiegenealogie publiceerde Van Foreest een aantal artikelen.

## Onderscheidingen
Van Foreest is in zijn carrière een aantal maal onderscheiden. Hij werd tweemaal benoemd in een ridderorde: in 1949 trad hij toe als Officier in de Orde van Oranje Nassau met de zwaarden en in 1952 als Ridder in de Orde van de Nederlandse Leeuw. Daarna werd hem in 1954 het Legion of Merit, degree of Commander verleend door de Amerikaanse regering. Vice-admiraal jonkheer H.A. van Foreest overleed in 1981.

## Familie
Hendrik Albert van Foreest werd geboren als zoon van Dirk van Foreest en Titia Agatha van Ringh (1860-1922).  Uit het huwelijk van H.A. van Foreest met T. van IJzeren werd in 1935 Herpert van Foreest (1935-2010) geboren. Ook Herpert koos voor een carrière bij de Koninklijke Marine. Hij werd chef van de marinestaf en de Bevelhebber der Zeestrijdkrachten.